# Classe S (sous-marin de l'US Navy)
Pour les autres classes de navires du même nom, voir Classe S.
Pour les articles homonymes, voir Classe S et Classe S (sous-marin).
La Classe S est une classe de 51 sous-marins de l'US Navy conçus par General Dynamics Electric Boat et construits entre 1918 et 1925.

## Conception
Le prototype, le S-2, est construit par le Lake Torpedo Boat Company.

### Ouvrages
- (en) John Campbell, Naval Weapons of World War Two, Naval Institute Press, 1985, 403 p. (ISBN 978-0-87021-459-2 et 0870214594).
- (en) Norman Friedman, U.S. Submarines Through 1945 : An Illustrated Design History, Annapolis, Maryland, Naval Institute Press, 1995, 379 p. (ISBN 1-55750-263-3), p. 116-147.
- (en) Robert Gardiner, Conway's All the world's fighting ships, 1906-1921, Londres, Conway Maritime Press, 1985, 439 p. (ISBN 0-85177-245-5, OCLC 12227060), p. 130-131.
- (en) Robert Gardiner et Roger Chesneau, Conway's all the world's fighting ships, 1922-1946, New York, Mayflower Books, 1980 (ISBN 0-8317-0303-2, OCLC 7321813), p. 96.
- (en) H.T. Lenton, American submarines : Navies of the Second World War, Garden City, N.Y., Doubleday, 1973 (ISBN 0-385-04761-4, OCLC 623398).
- (en) Paul H. Silverstone, U.S. warships of World War I, Shepperton, Allan, 1970 (ISBN 0-7110-0095-6, OCLC 101966), p. 148.
- (en) Paul H. Silverstone, US warships of World War II, Annapolis, Md., Naval Institute Press, 1989 (ISBN 0-87021-773-9, OCLC 20281850), p. 180-184.

### Ressources numériques
- (en) David Johnston, « A Visual Guide to the S-Class Submarines 1918-1945 : Part One : The Prototypes », sur navsource.org, 2012 (consulté le 9 octobre 2016).
- (en) David Johnston, « A Visual Guide to the S-Class Submarines 1918-1945 : Part Two : The Government Boats », sur navsource.org, 2012 (consulté le 9 octobre 2016).
- (en) David Johnston, « A Visual Guide to the S-Class Submarines 1918-1945 : Part Three : The Electric Boat Series », sur navsource.org, 2012 (consulté le 9 octobre 2016).